# George Bowen (navigateur)
Pour les articles homonymes, voir George Bowen et Bowen.
George Bowen, né en 1745 et mort en 1814, est un navigateur britannique. 
Il est connu pour avoir défrayer la chronique au sujet du naufrage de La Pérouse. 

## Biographie
Vraisemblablement né à Swansea dans le Glamorganshire, George Bowen devient capitaine de la marine marchande en 1781. 
Commandant de l' Albermarle en 1791, il est chargé de transporter des convicts à Sydney. Par les îles Norfolk, il se rend ensuite à Bombay mais, lors de la traversée Bombay-Londres, il est attaqué et perd, durant l'ensemble du voyage, trente-deux membres d'équipage dont deux par exécutions après mutinerie. C'est à son retour qu'il témoigne à Morlaix de la découverte des restes du naufrage des navires de La Pérouse sur les côtes de la Nouvelle-Géorgie aux îles Salomon. Le rapport est rapidement soumis à caution. 
Il pourrait être mort à Charlestown. 
Jules Verne évoque les aventures de George Bowen dans Vingt mille lieues sous les mers (partie 1, chapitre XIX).